# Kristályosodás

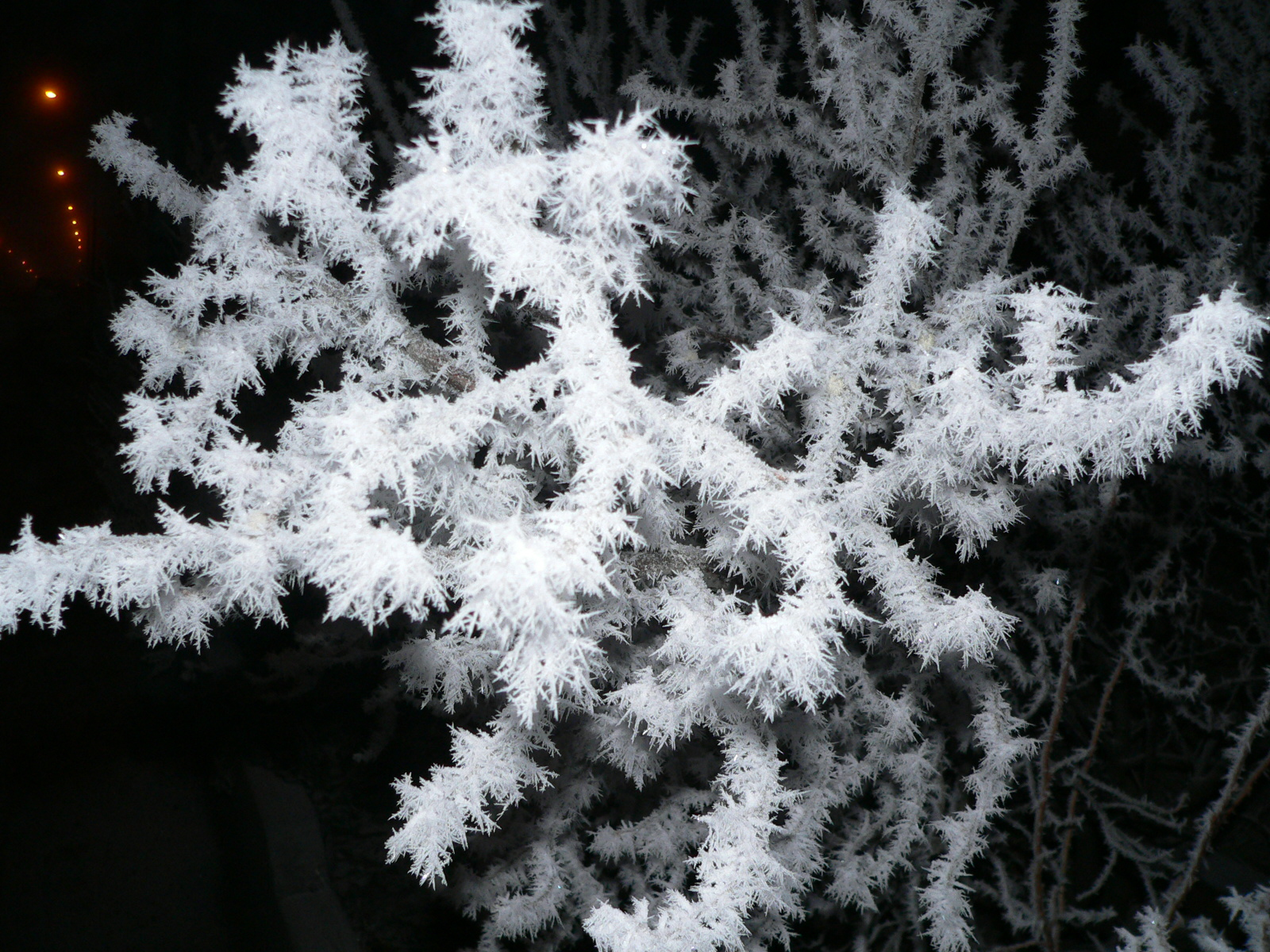
Fagykristályok egy bokron.

A kristályosodás egy halmazállapot-változási folyamat, melynek során a gőzfázisú anyag a folyadékállapotot "átugorva" szilárddá válik. Mivel minden halmazállapot-változás reverzibilis folyamat, a kristályosodásnak is megvan az ellentéte, ez pedig a valamivel közismertebb szublimáció (pl.: jód, kámfor).
A kristályosodási folyamatot télen könnyedén megfigyelhetjük, ha hideg ablakra meleg vízgőzt eresztünk - így alakul ki a jégvirág.
A geológia kristályosodás alatt a kőzetalkotó ásványok kristályosodását érti. A kristályok oldatokból válnak ki, az oldatok általában magmás eredetűek, és a folyamat hőmérsékletfüggő.
A kristályosodás folyamata:
A fémek, ötvözetek kristályosodása, dermedése úgy megy végbe, hogy amikor az ömlött fém hőmérséklete hőelvonás következtében lecsökken az olvadáspont hőmérsékletére, a fém atomjainak az energiája, energia-szintje lecsökken annyira, hogy a megömlött fémben összevissza, véletlenszerű elhelyezkedésben az atomokra elkezdenek hatni az atomos kötőerők, ezért az ömlött fémbe az említett atomcsoportosulásokból, kristályosodási középpontok (kristálygócok, kristálycsírák) keletkeznek. Ezekhez a kristálycsírákhoz kapcsolódnak a megömlött fém még rövidtávú rendezettség állapotában lévő atomok, és kialakulnak az egyes szemcsék (krisztallitok). Mivel általában minden kristályosodási középpont elemi celláinak az elhelyezkedése (orientációja) eltérő, ezért ezek növekedése folytán (kristályosodás során) egy zegzugos határfelületű szemcsehatárok által határolt sokszemcsés (sokkrisztallitos polikrisztallin) fém, illetve ötvözet keletkezik.